# Beanacre
Beanacre – wieś w Anglii, w hrabstwie Wiltshire. Leży 44 km na północny zachód od miasta Salisbury i 141 km na zachód od Londynu.